# Georges-Alphonse Jacob-Desmalter
Pour les articles homonymes, voir Georges Jacob, Jacob (homonymie) et Desmalter.
Georges-Alphonse Jacob-Desmalter (Paris, 25 février 1799 - Le Mée-sur-Seine, 7 juin 1870) est un ébéniste parisien. Il succède à son père, François-Honoré-Georges Jacob-Desmalter, en 1825, à la tête de l’atelier familial fondé par son grand-père, Georges Jacob.
Il travaille pour le Garde-Meuble de la Couronne sous Charles X et Louis Philippe. Il met un terme à son activité d'ébéniste en 1847 pour se consacrer à l'architecture.

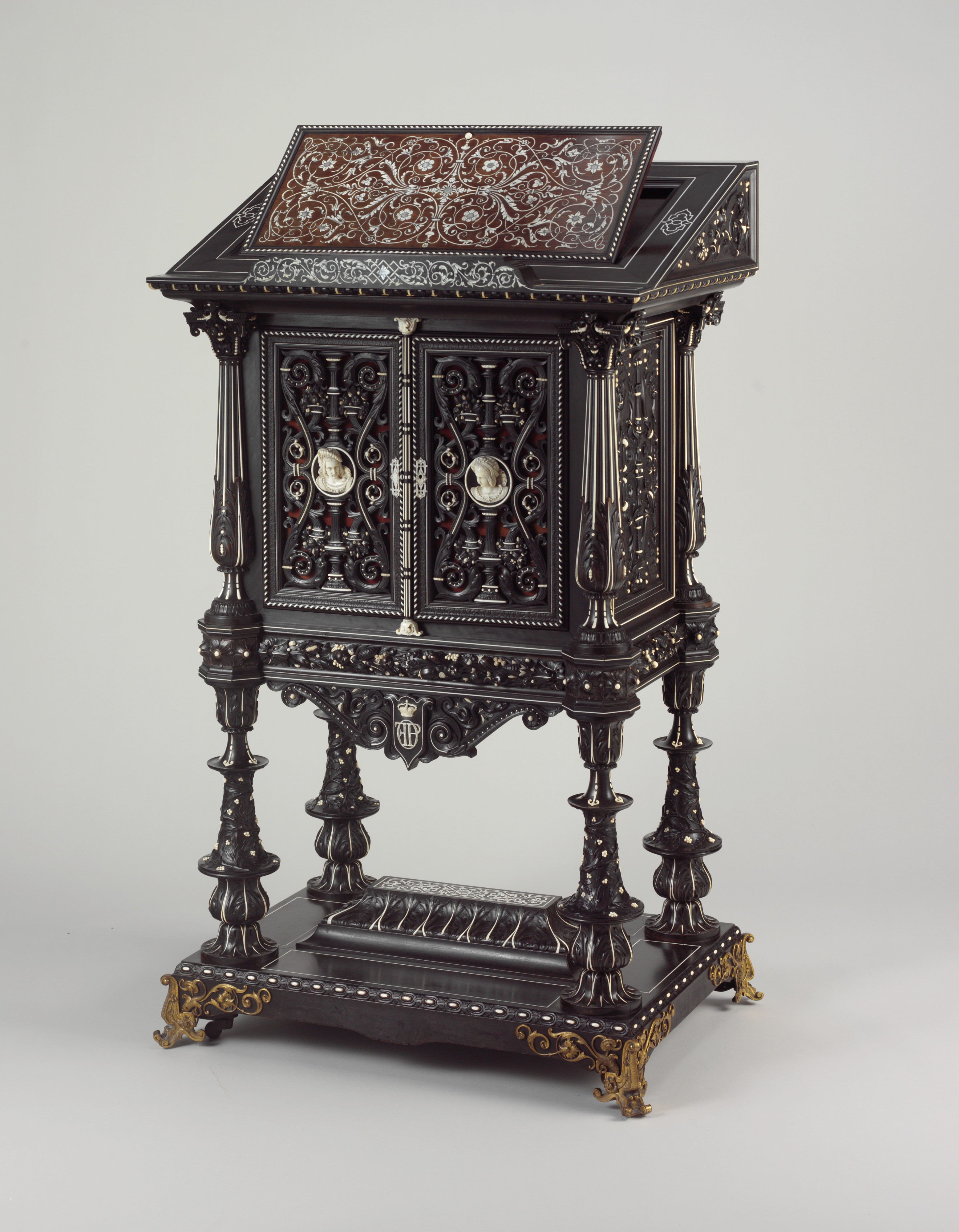
Pupitre en ébène, 1839. Metropolitan Museum of Art.
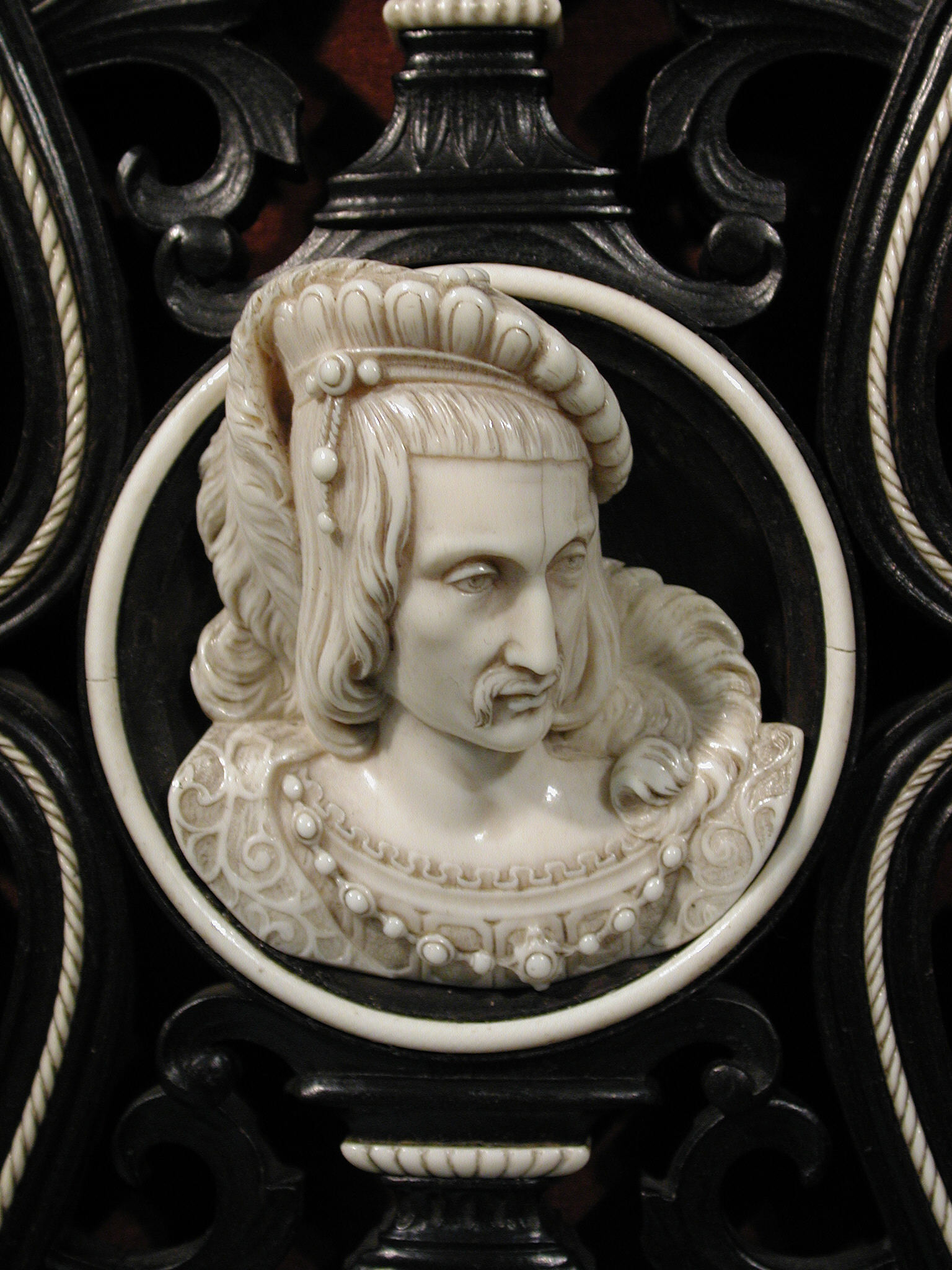
Poignée en ivoire (détail).
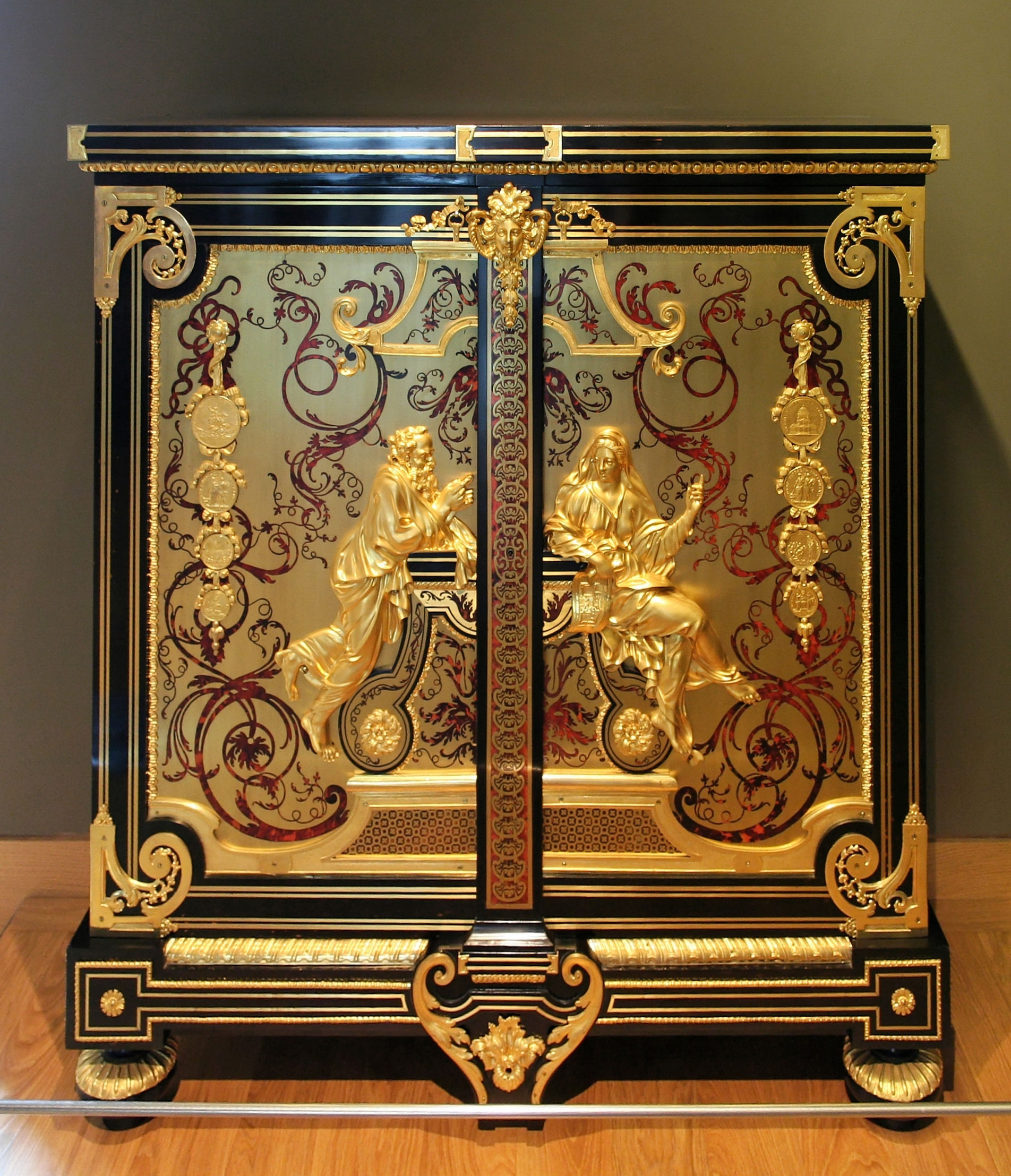
Cabinet pour le Salon des Concerts du palais des Tuileries. Ébène, écaille rouge et laiton, Paris, 1834.